# Hoplitis quarzazati
Hoplitis quarzazati är en biart som först beskrevs av Van der Zanden 1998.  Hoplitis quarzazati ingår i släktet gnagbin, och familjen buksamlarbin. Inga underarter finns listade i Catalogue of Life.